# ETV+
ETV+ es un canal de televisión pública de Estonia, controlada por Eesti Rahvusringhääling (ERR). Es un canal que emite en ruso, especialmente dirigido a la minoría rusa en Estonia.

## Historia
El canal inició emisiones el 28 de septiembre de 2015.
El nombre del canal fue seleccionado entre 360 propuestas en un concurso para asignar la denominación del tercer canal de ERR. 
Desde el 1 de febrero de 2019 emite en HD.

## Audiencias
En 2018 el canal se encontraba en penúltimo lugar en audiencias entre las cadenas de televisión en ruso disponibles en Estonia, con una cuota de pantalla de un 1%.
En 2020 la audiencia de ETV+ creció un 20% respecto a 2019, consiguiendo 358.000 espectadores.
En mayo de 2022, el canal consiguió una cuota de pantalla de un 3,1%. Este aumento de audiencia se produjo después del cierre de los canales de televisión rusos en Estonia ante la invasión rusa a Ucrania.